# Bideford A.F.C.
Bideford A.F.C. là một câu lạc bộ bóng đá Anh tọa lạc ở Bideford, Devon đang thi đấu ở Southern Football League. Biệt danh của CLB là "The Robins" bởi trang phục toàn sọc đỏ của họ. CLB chơi trên sân nhà ở The Sports Ground, Kingsley Road, Bideford. Hiện tại họ là thành viên của Southern Football League Premier Division.

## Lịch sử
CLB thành lập năm 1946, thi đấu 3 mùa giải đầu tiên ở Exeter & East Devon League trước khi gia nhập Western League năm 1949. Bideford đề nghị gia nhập Western League để chọn vào Second Division, nhưng đã bị từ chối và thay vào đó họ phải bắt đầu từ Division Three. Đây là mùa giải duy nhất mà Western League tiến hành Third Division, và Bideford vô địch với việc không thua một trận nào. Hai mùa giải sau đó, ở mùa 1951–52 họ vô địch Division Two, và thăng hạng Division One.
Bideford vô địch Western League 3 lần trước khi gia nhập Southern League năm 1972. CLB trải qua 3 mùa giải ở Southern League, sau đó do giá cả leo thang và chi phí vận chuyển đắt đỏ nên buộc đội bóng phải xuống chơi ở Western League. Trong suốt khoảng thời gian ở Southern League, CLB đã thiết lập kỉ lục mọi thời đại của FA Cup, mùa giải 1974–75 họ thi đấu 13 trận FA Cup chỉ trong một mùa giải – đó là kết quả của việc đấu rất nhiều trận đấu lại bao gồm 5 trận đấu để đánh bại Falmouth Town và 4 trận để đánh bại Trowbridge Town ở vòng tiếp đó. Với sự hủy bỏ của các trận đấu lại từ lần 2 trở lên, kỉ lục đó sẽ không bao giờ bị phá vỡ. Theo sau hai danh hiệu đạt được ở Western League đầu những năm 1980, trước khi họ lâm vào khủng hoảng tài chính. Một sự tái cấu trúc đã diễn ra năm 1987, và CLB có hệ thống như hiện tại, và một công ty trách nhiệm hữu hạn dưới cái tên Bideford AFC (1987) Ltd.
Dưới sự lãnh đạo của Jim McElwee, và sau đó là Paul Mitchell, CLB giành thêm 4 danh hiệu Western League từ năm 2000, và vào được đến bán kết FA Vase, để rồi thất bại Winchester City. Mặc dù vô địch Western League 4 lần dưới triều đại của Sean Joyce, từ năm 2000 đến năm 2006, CLB không ứng cử thăng hạng Southern League vì chi phí vận chuyển quá cao đến tận hơn 100 dặm.
Tuy nhiên sau khi vô địch Western League lần thứ 10 ở mùa giải 2009/10 và vô địch Devon St Lukes Bowl nơi họ đánh bại Exeter City 2–1 trong trận chung kết, Bideford AFC chấp nhận thăng hạng lên Southern League vào tháng 5 năm 2010, tham dự Division One South & West. Trong mùa giải thứ hai ở Division One South & West CLB giành quyền lên hạng Southern League Premier Division với tư cách là nhà vô địch.

## Sân vân động

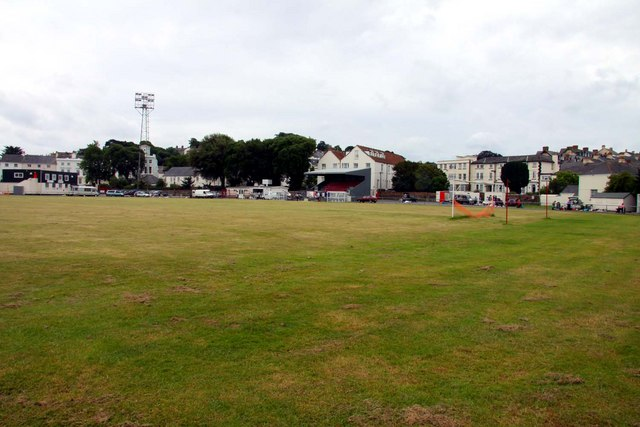
The Sports Ground

Bideford chơi trên sân nhà ở The Sports Ground, Kingsley Road, Bideford EX39 2LH.

## Các cầu thủ

### Đội hình chính
Dựa theo website chính thức của CLB.
Ghi chú: Quốc kỳ chỉ đội tuyển quốc gia được xác định rõ trong điều lệ tư cách FIFA. Các cầu thủ có thể giữ hơn một quốc tịch ngoài FIFA.
| Số | VT | Quốc gia | Cầu thủ        |
| -- | -- | -------- | -------------- |
| —  | TM | Anh      | Grant Fisher   |
| —  | HV | Anh      | Danny Harrison |
| —  | HV | Anh      | Nick Milton    |
| —  | HV | Anh      | Danny Tapp     |
| —  | HV | Anh      | Olly Barnes    |
| —  | HV | Anh      | Nick Barker    |
| —  | HV | Anh      | Ian Sampson    |
| —  | HV | Anh      | Chris McGrath  |
| —  | HV | Anh      | Matt Villis    |
| —  | TV | Anh      | Sean Downing   |
| —  | TV | Anh      | Ben Wood       |

| Số | VT | Quốc gia | Cầu thủ                                |
| -- | -- | -------- | -------------------------------------- |
| —  | TV | Anh      | Stephen Reed                           |
| —  | TV | Anh      | Micky Parcell (mượn từ Torquay United) |
| —  | TV | Anh      | Sam Chaney (mượn từ Torquay United)    |
| —  | TV | Anh      | Danny Wring                            |
| —  | TV | Anh      | Richard Groves                         |
| —  | TV | Anh      | Olly Brokenshire                       |
| —  | TV | Anh      | Craig Veal                             |
| —  | TĐ | Anh      | Jordan Charran                         |
| —  | TĐ | Anh      | Kevin Squire                           |
| —  | TĐ | Anh      | Ben Watson                             |

## Nhà tài trợ
Trong suốt mùa giải 2010/2011, đội chính được tài trợ bởi Morrisons và mùa giải 2011/2012 là Bideford & District Post, một tờ báo nguyệt san địa phương; bây giờ đang được tài trợ bởi Children's Hospice South West. Đội trẻ cũng có một số nhà tài trợ áo đấu bao gồm Tesco và công ty chuyển nhà Sloman.

## Các đội trẻ
Đầu mủa giải 2011/2012 Bideford AFC ra mắt 3 đội trẻ, 1 đội U11, 1 đội U13 và 1 đội U15. Các đội trẻ thi đấu ở North Devon Youth League và tập luyện trên sân đất cỏ gần Bideford College.

## Các đội khác
CLB cũng có một đội dự bị thi đấu ở Premier Division của North Devon Football League. Cũng có thêm một đội nữ thi đấu ở giải địa phương Sunday league và nữ chủ tịch kiêm quản lý là Vanessa Saunders.

## Nhân viên của CLB
- Chủ tịch: Jimmy McElwee
- Phó chủ tịch danh dự: Kevin Keegan
- Chủ tịch: Roy Portch
- Giám đốc: Ian Knight & Kevin Tyrell
- Quản lý thương mại: Darren Hollyoak
- Quản lý truyền thông: Liam Curtis

Đội chính
- HLV đội chính: Sean Joyce
- Trợ lý HLV đội chính: Rob Dray
- Quản lý chungSteve Massey
- Nhà vật lý trị liệu: Tony Beal

Các đội khác
- HLV đội Dự bị: Dean Johns
- HLV đội Nữ: Vanessa Saunders

Các đội trẻ
- Chủ tịch đội trẻ: Bob Lovelace
- Phó chủ tịch/HLV đội: Quinton Davies
- Thư ký đội trẻ: Neil Blackburn
- HLV chính và giám sát quỹ: Pete North
- HLV Bideford U9: Gary Bedler
- HLV Bideford U11: Neil Armstrong và Craig Poole
- HLV Bideford U13: Chris Smailes
- HLV Bideford U15: Mark Floyd
- HLV Bideford U18: Peter North

Nhân viên kinh doanh
- Tư vấn Marketing: Mike Lee
- Thư ký bóng đá: Kevin Tyrrell
- Thông báo viên: Barry Weston
- Trợ lý biên tập: Ron Ackland

CLB cổ động viên
- Chủ tịch: Mike Bell
- Phó chủ tịch: Michael Lee
- Thư ký: John Henderson
- Thủ quỹ: Raymond Taylor

## Các danh hiệu

### Giải đấu
- Southern Football League Division One South & West[6]
  - Vô địch(1): 2011–12
- Western League:[4]
  - Vô địch (9): 1963–64, 1970–71, 1971–72, 1981–82, 2001–02, 2003–04, 2004–05, 2005–06, 2009–10
  - Á quân (6): 1962–63, 1964–65, 1968–69, 1977–78, 1978–79, 1984–85
- Western League Division Two:[4]
  - Vô địch (1): 1951–52
- Western League Division Three: 1[4]
  - Vô địch (1):1949–50

### Cup
- Devon St Lukes Bowl:[5]
  - Vô địch (5): 1981–82, 1983–84, 1985–86, 1995–96, 2009–10
  - Á quân (3): 1986–87, 1993–94, 1994–95
- Devon Professional Cup:
  - Vô địch (8):1960–61, 1961–62, 1963–64, 1965–66, 1966–67, 1968–69, 1970–71, 1973–74
- Western Football League Cup:[8][9]
  - Vô địch (4):1971–72, 1984–85, 2001–02, 2003–04
- Western Football League Alan Young Cup:[10]
  - Vô địch (2): 1964–65, 1969–70

## Các kỉ lục
- Vị trí cao nhất cấp độ giải đấu:[4] thứ 1 ở Southern League Division One South & West 2011–12
- Thành tích tốt nhất ở FA Cup:[4] Vòng 1 1964–65, 1973–74, 1977–78, 1981–82
- Thành tích tốt nhất ở FA Trophy:[4] Vòng 2 1969–70
- Thành tích tốt nhất ở FA Vase:[4] Bán kết 2003–04
- Trận thắng đậm nhất trên sân nhà: 16–1 v Soundwell, 1950–51
- Trận thua đậm nhất trên sân nhà: 1–10 v Taunton Townl, 1998–99
- Trận thắng đậm nhất trên sân khách: 10–0 v Melksham, 2003–04
- Số khán giả đến xem đông nhất: 5,975 v Gloucester City, FA Cup, 1949

## Các cựu cầu thủ
1. Các cầu thủ thi đấu/dẫn dắt ở Football League hoặc cấp độ tương đương ở nước ngoài.

2. Các cầu thủ thi đấu trong đội tuyển quốc gia.
| - Sean Joyce - Peter Anderson - Shaun Hadley - Shaun Taylor - Paul Connolly - Albert Calland - Kevin Nancekivell - Brian O'Neil | - Dermot Curtis - Ollie Chenoweth - Steve Davey - Robbie Herrera - Mark Coombe - Keith Bowker - Tony Dennis - Les Joint | - Paul Compton - Tom Kelly - Derek Bellotti - Eddie Marsh - Owen Pickard - Leon Hapgood - Mervyn Gill | - Graham Bond - Mark Jermyn - Dean Edwards (footballer) - Ashley Yeoman - Sam Booth - George Allen - Peter Griffiths |

## Kết quả của từng mùa giải
| Mùa giải | Hạng đấu                                  | Vị thứ | Ghi chú                               |
| -------- | ----------------------------------------- | ------ | ------------------------------------- |
| 1949–50  | Western League Division Three             | 1      | Vô địch                               |
| 1950–51  | Western League Division Two               | 3      |                                       |
| 1951–52  | Western League Division Two               | 1      | Vô địch                               |
| 1952–53  | Western League Division One               | 4      |                                       |
| 1953–54  | Western League Division One               | 10     |                                       |
| 1954–55  | Western League Division One               | 6      |                                       |
| 1955–56  | Western League Division One               | 6      |                                       |
| 1956–57  | Western League Division One               | 14     |                                       |
| 1957–58  | Western League Division One               | 13     |                                       |
| 1958–59  | Western League Division One               | 7      |                                       |
| 1959–60  | Western League Division One               | 7      |                                       |
| 1960–61  | Western League                            | 16     |                                       |
| 1961–62  | Western League                            | 3      |                                       |
| 1962–63  | Western League                            | 2      | Á quân                                |
| 1963–64  | Western League                            | 1      | Vô địch                               |
| 1964–65  | Western League                            | 2      | Á quân, vào vòng 1 FA Cup             |
| 1965–66  | Western League                            | 3      |                                       |
| 1966–67  | Western League                            | 6      |                                       |
| 1967–68  | Western League                            | 14     |                                       |
| 1968–69  | Western League                            | 2      | Á quân                                |
| 1969–70  | Western League                            | 6      |                                       |
| 1970–71  | Western League                            | 1      | Vô địch                               |
| 1971–72  | Western League                            | 1      | Vô địch. Gia nhập Southern League     |
| 1972–73  | Southern League Division One South        | 4      |                                       |
| 1973–74  | Southern League Division One South        | 5      | Vào vòng 1 FA Cup                     |
| 1974–75  | Southern League Division One South        | 18     | Trở lại Western League                |
| 1975–76  | Western League                            | 10     |                                       |
| 1976–77  | Western League Premier Division           | 6      |                                       |
| 1977–78  | Western League Premier Division           | 2      | Á quân, vào vòng 1 FA Cup             |
| 1978–79  | Western League Premier Division           | 2      | Á quân                                |
| 1979–80  | Western League Premier Division           | 10     |                                       |
| 1980–81  | Western League Premier Division           | 5      |                                       |
| 1981–82  | Western League Premier Division           | 1      | Vô địch, vào vòng 1 FA Cup            |
| 1982–83  | Western League Premier Division           | 1      | Vô địch                               |
| 1983–84  | Western League Premier Division           | 6      |                                       |
| 1984–85  | Western League Premier Division           | 2      | Á quân                                |
| 1985–86  | Western League Premier Division           | 3      |                                       |
| 1986–87  | Western League Premier Division           | 6      |                                       |
| 1987–88  | Western League Premier Division           | 10     |                                       |
| 1988–89  | Western League Premier Division           | 16     |                                       |
| 1989–90  | Western League Premier Division           | 16     |                                       |
| 1990–91  | Western League Premier Division           | 12     |                                       |
| 1991–92  | Western League Premier Division           | 4      |                                       |
| 1992–93  | Western League Premier Division           | 14     |                                       |
| 1993–94  | Western League Premier Division           | 9      |                                       |
| 1994–95  | Western League Premier Division           | 15     |                                       |
| 1995–96  | Western League Premier Division           | 6      |                                       |
| 1996–97  | Western League Premier Division           | 12     |                                       |
| 1997–98  | Western League Premier Division           | 13     |                                       |
| 1998–99  | Western League Premier Division           | 17     |                                       |
| 1999–00  | Western League Premier Division           | 13     |                                       |
| 2000–01  | Western League Premier Division           | 5      |                                       |
| 2001–02  | Western League Premier Division           | 1      | Vô địch                               |
| 2002–03  | Western League Premier Division           | 3      |                                       |
| 2003–04  | Western League Premier Division           | 1      | Vô địch, vào bán kết FA Vase          |
| 2004–05  | Western League Premier Division           | 1      | Vô địch                               |
| 2005–06  | Western League Premier Division           | 1      | Vô địch                               |
| 2006–07  | Western League Premier Division           | 4      |                                       |
| 2007–08  | Western League Premier Division           | 6      |                                       |
| 2008–09  | Western League Premier Division           | 6      |                                       |
| 2009–10  | Western League Premier Division           | 1      | Vô địch, gia nhập lại Southern League |
| 2010–11  | Southern League Division One South & West | 10     |                                       |
| 2011–12  | Southern League Division One South & West | 1      | Vô địch, thăng hạng Premier Division  |
| 2012–13  | Southern League Premier Division          | 20     |                                       |
| 2013-14  | Southern League Premier Division          | 10     |                                       |